# 알렉산다르 이그뇨브스키
알렉산다르 이그뇨브스키(세르비아어: Александар Игњовски, Aleksandar Ignjovski, 1991년 1월 27일 판체보 ~ )는 세르비아의 축구 선수로, 현재 홀슈타인 킬에서 수비형 미드필더, 라이트 백으로 활약하고 있다.